# E4X
ECMAScript for XML (E4X) — język programowania rozszerzający JavaScript i wspomagający JavaScript przy obsłudze XML-a. Jest to alternatywa dla DOM. Rozszerzenie obsługiwane przez Rhino używany przez aplikację OpenOffice.org, SpiderMonkey używane przez aplikację używające silnika XUL (Firefox, Thunderbird). Jest także obsługiwany przez Tamarin (silnik ActionScriptu używany przez maszynę wirtualną w Adobe Flash 9).
Mimo że jest to zapomniany standard, idea zamieszczania kodu XML wewnątrz kodu JavaScript została ponownie użyta w języku JSX, zaproponowanego przez Facebooka.